# Lucia Moholy
Lucia Moholy (Praga, 18 gennaio 1894 – Zurigo, 17 maggio 1989) è stata una fotografa e scrittrice cecoslovacca.
È stata definita "la fotografa del Bauhaus", per aver documentato tra il 1924 e il 1928 l'architettura degli edifici (esterni ed interni) delle sedi di Weimar e Dessau, gli oggetti di design realizzati nei laboratori della scuola e i loro maestri e produttori, interpretati attraverso l'estetica della Neue Sachlichkeit (Nuova oggettività), una corrente dell'avanguardia fotografica tedesca.
Durante la sua lunga carriera, durata circa sette decenni, oltre all'attività svolta durante il periodo Bauhaus e proseguita dopo la fuga dalla Germania nazista come fotografa di architettura e ritrattista, si occupò di giornalismo, storia e critica dell'arte, tecnologia riproduttiva basata sulla stampa, biblioteconomia. Scrisse numerosi testi, in parte pubblicati e in parte inediti, comprese decine di recensioni di libri e mostre.

## Biografia
Lucy Schulz nacque il 17 maggio 1894, durante gli ultimi anni dell'impero austro-ungarico, in una famiglia ebrea non praticante, nel quartiere Karlín di Praga, un'enclave di lingua tedesca. Dai diari scritti durante la sua adolescenza (1907-1915), rivelatori della sua inclinazione artistica, si apprende che tenne corrispondenza in lingua inglese con amici di penna negli Stati Uniti e che fra le sue letture vi furono Thomas Mann e Leo Tolstoj.
Una ricevuta allegata alle pagine dell'anno 1914 attesta che durante la prima guerra mondiale, l'allora ventenne Schulz fece una donazione di cinque corone "alle famiglie della guerra austriaca", probabilmente guadagnate lavorando presso lo studio legale del padre.
Dopo essersi diplomata come insegnante di tedesco e inglese nel 1912, studiò filosofia, filologia e storia dell'arte all'Università tedesca di Praga.

### Trasferimento in Germania
Nel 1914 si trasferì in Germania, dove trovò lavoro come critica teatrale in un giornale di Wiesbaden. Nel febbraio 1915, nelle pagine del suo diario registrò il suo interesse per la fotografia.
Nel 1917 si stabilì a Lipsia, dove lavorò per l'editore Kurt Wulff alla Hyperion Verlag. Nel 1918 il suo impiego presso l'editore BG Teubner fu per lei decisivo, ponendola in contatto con gli attivisti del Freideutsche Jugend, un'unione di studenti fondata in ottobre 1913, fra i cui membri vi erano Paul Vogler e Friedrich Vorwerk.

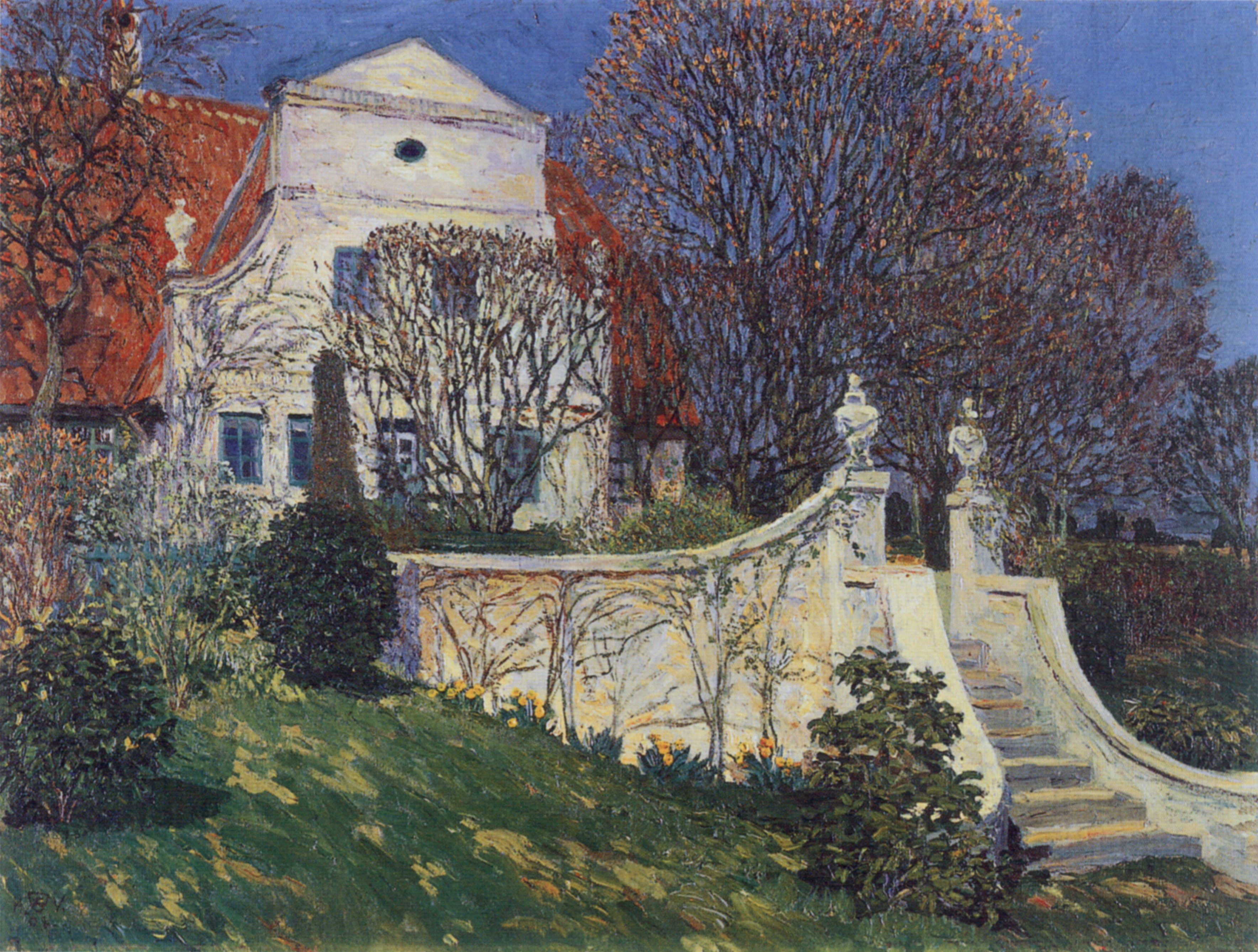
Der Barkenhoff, dipinto di Heinrich Vogeler, 1904

Prima della fine del 1918, Lucia Schulz soggiornò per alcuni mesi con Vorwerk a Barkenhoff, residenza dell'artista Heinrich Vogeler, vicino a Brema, trasformata da questi in una comune agricola sperimentale e divenuta la sede della colonia di artisti di Worpswede e centro dell'ala sinistra della Freideutsche Jugend. Moholy durante la sua permanenza a Barkendorff si formò alle idee anarco-comuniste, socialiste religiose e ai principi filosofici anti antropocentrici e neovitalisti professati da Vogeler e da altri membri della comune. Nel giugno 1919 contribuì con Vogeler ed Ernst Fuhrmann (1886-1956), teorico anarchico del biocentrismo, al numero unico di Neubau (Nuova costruzione), il periodico di Barkenhoff, e scrisse saggi politicamente impegnati per diverse riviste tedesche sotto lo pseudonimo di Ulrich Steffen, fra cui l'articolo Der Kommunismus, wie er ist, wie er sein soll und wie er gesehen wird (trad.: Il comunismo, così com'è, come dovrebbe essere e come si vede) pubblicato sul primo numero di Kampfruf, un mensile dedicato alla propaganda comunista.
Vogeler, che dopo il suo ritorno dalla grande guerra si era unito al Partito Comunista di Germania e aveva partecipato alla breve esperienza della Repubblica Sovietica di Brema, nelle sue memorie ricordò come "l'attuale moglie (e fotografa molto brava) del pittore astratto Moholy-Nagy”, con l'amica comunista Klara Moller, avesse svolto attività di intelligence fornendo informazioni agli operai combattenti e avesse assistito i feriti durante la repressione del Soviet il 4 febbraio 1919.
Nell'ottobre 1919 Lucia Schulz pubblicò il testo filosofico Symbole nella rivista Freideutsche Jugend, nel quale sostenne "un monismo antireligioso e haeckeliano in armonia con il misticismo della natura di Vogeler."
Da dicembre 1919 alla fine di marzo 1920, grazie ai contatti maturati all'interno del movimento giovanile tedesco, Moholy trovò impiego ad Amburgo presso la Freideutscher Jugendverlag (Casa editrice della Libera Gioventù Tedesca) di Adolf Saal, luogo di incontro di intellettuali socialmente impegnati, dove probabilmente fece conoscenza, tramite Paul Vogler, della sorella di questi, Elisabeth Vogler, pedagoga e danzatrice, e di Marie Buchhold, che avrebbero fondato nel 1923 la comune e scuola femminile di Schwarzerden.

## 1920-1928

### Matrimonio
Nell'aprile 1920 Lucia Shultz, attraverso la cerchia di amicizie di Friedrich Vorwerk conobbe László Moholy-Nagy (1895-1946), un giovane artista emigrato dall'Ungheria, con cui condivise l'impegno pacifista, l'estetica espressionista e l'attivismo nella sinistra radicale.
Alla fine del 1920, mentre Lucia Shultz si stava dedicando con maggiore impegno alla fotografia e la sua reputazione di fotografa era in ascesa, la coppia entrò in contatto con i circoli artistici radicali di Berlino, avvicinandosi alle posizioni di Raoul Hausmann, Hannah Hoch, El Lissitzky, Adolf Behne, critici nei confronti dell'espressionismo.
Schulz e Moholy-Nagy si sposarono il 21 gennaio 1921. Nei primi anni di matrimonio la coppia si sostenne economicamente grazie ai proventi del lavoro di redattrice di Lucia presso alcuni editori, fra cui il berlinese Ernst Rowohlt.

### Condivisione delle utopie sociali

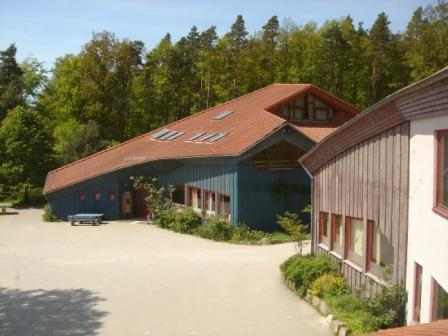
Waldorfschule Loheland, 2005

Da metà luglio a metà settembre del 1922, i Moholy soggiornarono in una fattoria a Weyhers e visitarono Loheland (Loheland Schule für Körperbildung, Landbau und Handwerk), la scuola femminile sperimentale d'arte e di "intellettualismo utopico", situata vicino a Fulda, ai piedi dei monti Rhön, fondata nel 1912 da una coppia di amiche, Hedwig von Rohden (1890-1987) e Louise Langgaard, allo scopo di formare una "nuova generazione di donne" attraverso un'educazione olistica ispirata all'antroposofia di Rudolf Steiner, che teneva uniti arte, ginnastica e danza, lavoro manuale, apprendimento.
In quell'occasione i Moholy, per stessa ammissione di László Moholy-Nagy in uno dei suoi scritti, avrebbero tratto ispirazione dal lavoro di una "Loheländerin", probabilmente Bertha Günther, per lo sviluppo della tecnica del fotogramma, ossia per la produzione di immagini create senza l'ausilio della macchina fotografica, posizionando gli oggetti su un foglio di carta sensibile all'esposizione della luce. Tra il 1920 e il 1922 Bertha Günther avrebbe infatti realizzato un'opera di fotogrammi con composizioni di fiori, foglie ed erbe, e dopo la loro visita a Loheland i Moholy avrebbero cominciato a lavorare sui fotogrammi e a riflettere sulle loro implicazioni dal punto di vista della teoria della visione.

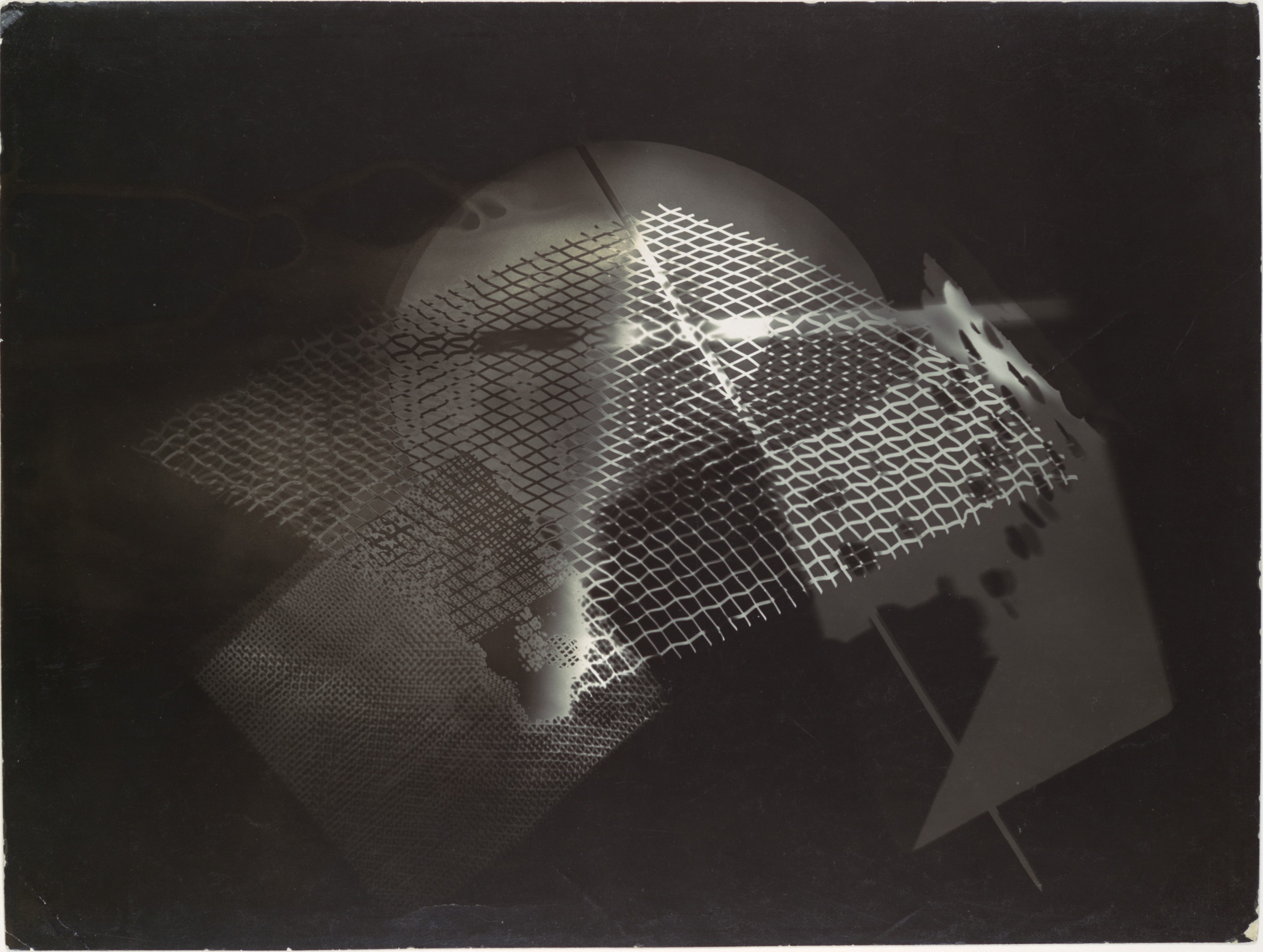
Fotogramma di László Moholy-Nagy

Le esperienze di radicalismo sociale maturate da Lucia Moholy nella comune di Barkenhoff tra il 1918-1919, la frequentazione della scuola di Loheland in cui venivano sperimentati nuovi modelli pedagogici e di vita collettiva e, a partire dal 1923, quella della comune femminile di Schwarzerden (trad.: Terra nera), fondata dalla poetessa Marie Buchhold e dalla pedagoga Elisabeth Vogler - visitata e fotografata numerose volte da Moholy tra il 1922 e il 1930 - sono stati descritti dalla studiosa Sandra Neugärtner come una delle forme dell' "attivismo comunista" della giovane berlinese e indicati da Jordan Troeller come esempio di un "comunalismo femminile consapevole dell'ambiente tra le due guerre in Germania".
L'influenza di questo ambiente e della cerchia di amicizie in cui si formò Lucia Moholy si sarebbe estesa anche allo stile di vita e alle convinzioni del marito, László Moholy-Nagy. Negli anni precedenti alla carriera tedesca pre-Bauhaus e durante il suo stesso incarico presso questa scuola, prima a Weimar e poi a Dessau, l'artista ungherese avrebbe messo in pratica le idee pedagogiche e filosofiche apprese nel contesto della Freideutsche Jugend e delle utopie sociali rappresentate dalle comuni associate, Barkenhoff e Loheland, a cui Lucia lo aveva introdotto. Il pensiero utopico sarebbe rimasto "al centro delle loro visioni e concetti".

### Gli anni del Bauhaus (1923-1928)

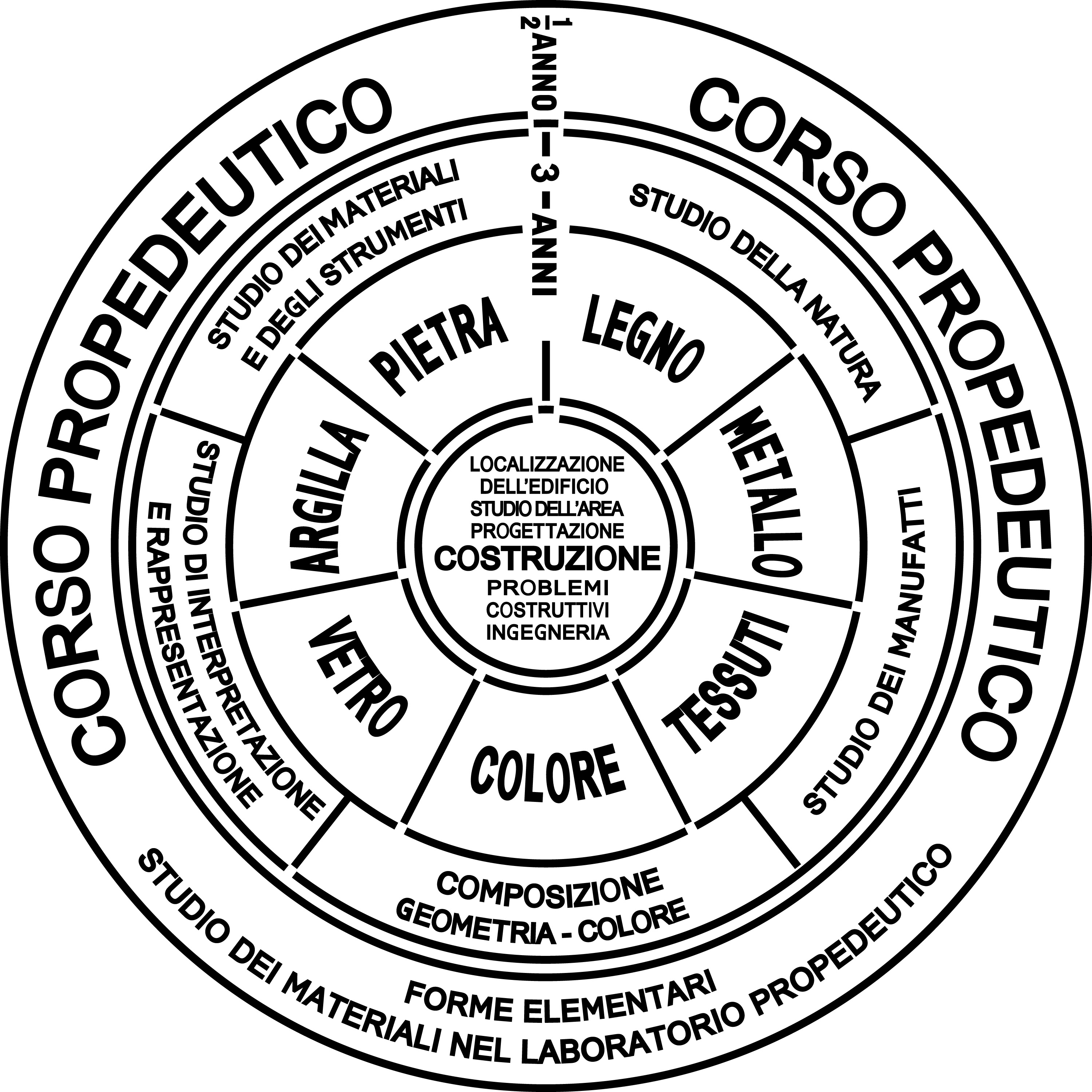
Lo schema didattico del Bauhaus concepito da Gropius nel 1922

Nel 1923 László Moholy-Nagy ricevette l'incarico di insegnare al Bauhaus di Weimar da Walter Gropius, fondatore della scuola, dopo che questi, l'inverno precedente, aveva visitato una sua mostra alla galleria Der Sturm di Herwarth Walden a Berlino, che includeva i suoi primi fotogrammi. A Weimar l'artista ungherese condivise con Josef Albers il posto del pittore svizzero Johannes Itten, "Meister" del corso preparatorio alla formazione artistica e ai principi del design, necessario per individuare le competenze e le attitudini degli studenti iscritti al fine di indirizzarli in uno dei laboratori della scuola. Moholy-Nagy sostituì Itten anche nella direzione del laboratorio di lavorazione dei metalli, affidato temporaneamente, prima del suo arrivo, a Paul Klee e Oskar Schlemmer, e detenne questo incarico fino al 1928.

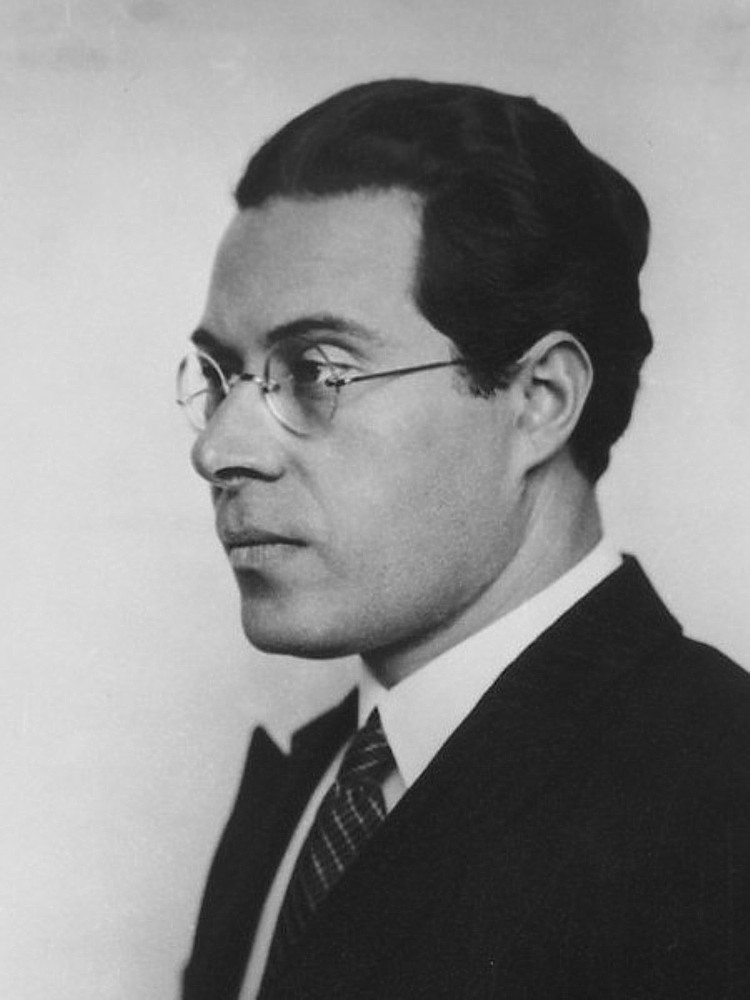
László Moholy-Nagy, foto di Hugo Erfurth (1930)

Lucia Moholy, già in possesso di una quasi decennale esperienza professionale nella tecnologia di stampa, al momento del suo arrivo a Weimar approfondì le sue conoscenze nello studio fotografico Bauhaus di Otto Eckner. Nel 1924 e 1925, frequentò i corsi di fotografia di riproduzione presso l'Accademia di arti grafiche e del libro di Lipsia (Akademie für Graphische Künste und Buchgewerbe), specializzandosi in fotografia e nei processi in camera oscura. Al termine dei corsi, applicò quanto appreso e la sua esperienza editoriale al servizio della scuola, fornendo le sue foto - Ilse Gropius aggiungeva i testi - per il lavoro di pubbliche relazioni, per i materiali di marketing e per i cataloghi di vendita della scuola.
Anche se non ricopri ufficialmente alcun incarico di insegnamento, grazie alla sua esperienza e alla sua conoscenza del mezzo, Lucia Moholy fu probabilmente la prima istruttrice di fotografia della scuola, dal 1925 punto di riferimento per gli studenti e gli appassionati di questa tecnica.
Nel 1925 il libro Malerei, Photografie, Film (1925; Pittura, Fotografia, Film) venne pubblicato solo con il nome di László Moholy-Nagy, anche se lei aveva contribuito a tutta la sperimentazione. Questa mancanza di riconoscimento riguardò anche altri studi e pubblicazioni, divenute famose esclusivamente come opera del marito.
Nel 1926, con il trasferimento della scuola a Dessau, la coppia si stabilì nel nuovo campus, in una delle residenze dei maestri (Meisterhäuser). In questo periodo Lucia Moholy divenne amica intima di Florence Henri, che le fece da modella per i suoi ritratti ravvicinati e astratti.
Nel 1928, quando Gropius si dimise dalla carica di direttore del Bauhaus, i Moholy-Nagy lasciarono la scuola e fecero ritorno a Berlino.

### Stile
Durante i cinque anni trascorsi al Bauhaus, Moholy documentò gli edifici, l'architettura delle strutture di Weimar e Dessau, gli ambienti interni, i laboratori, gli oggetti di design realizzati, gli studenti e gli insegnanti (famosi i ritratti di Bauhauslehers come Paul Klee, Kandinsky, Anni Albers), contribuendo a costruire l'identità della scuola e a crearne l'immagine.
Moholy cercava di catturare il carattere del soggetto e del suo ambiente artistico; nel ritratto iconico fatto nel 1926 al marito vestito con una di tuta da macchinista sopra giacca e cravatta, intendeva rappresentare l'idea dell'artista-costruttore al lavoro, una dichiarazione identitaria a lui molto cara, che definiva il modo in cui allora le avanguardie stavano ripensando il ruolo dell'artista nella società.
L'estetica di Moholy faceva parte del movimento Neue Sachlichkeit (Nuova oggettività), che mirava a catturare i soggetti il più vicino possibile alla realtà.
Nelle fotografie di architettura Moholy prediligeva angolazioni inconsuete, superfici riflettenti, forte contrasto bianco-nero, di matrice costruttivista; nelle immagini degli oggetti di design utilizzava inquadrature prevalentemente frontali e in asse con il soggetto ripreso, spesso su spesse lastre di vetro, con sfondo neutro, privo di ornamenti. Il suo lavoro non svolse solo una funzione di documentazione, ma contribuì a stabilire "gli standard artistici e visivi per i prodotti moderni"; le fotografie riuscirono a mettere in luce anche "le forme e l'intelligenza progettuale": erano esse stesse opere d'arte.

### Le "Meisterfrauen"

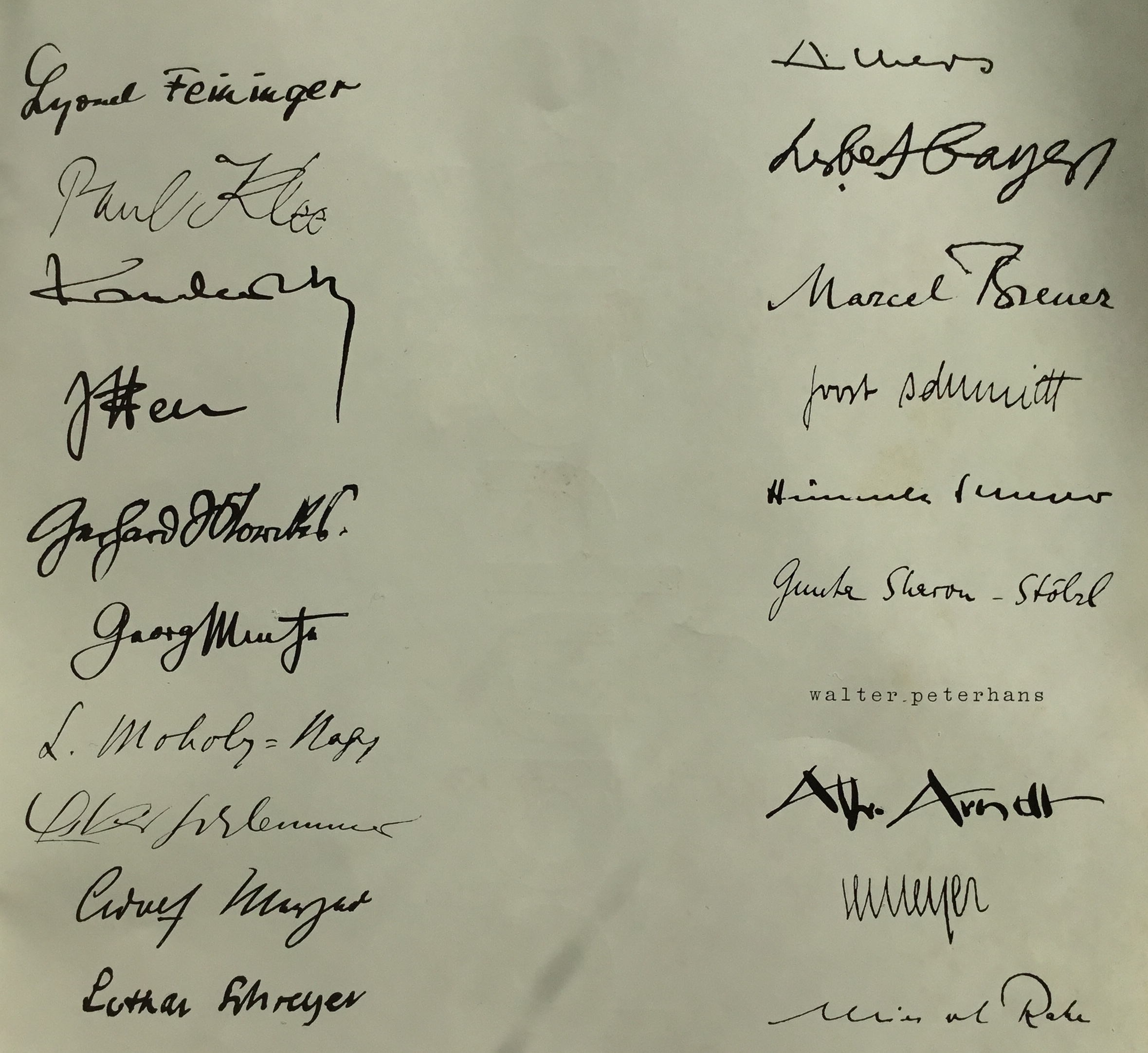
Firme di artisti Bauhaus

Moholy non ricevette un incarico formale per il suo lavoro al Bauhaus, né venne pagata; successivamente molte delle sue foto vennero attribuite in tutto o in parte al marito. La sua attività era vista in qualche modo come un atto dovuto in quanto moglie di László Moholy-Nagy, e la sua identità di artista non venne mai presa in considerazione. Le "Meisterfrauen" furono da lei stessa definite "quelle mogli dei maestri del Bauhaus che non avevano uno status ufficiale e che tuttavia avevano partecipato in modo cruciale alla storia e alla ricezione del Bauhaus” attraverso “critica, impegno, ambizione e lavoro indipendente”.
Un altro motivo per cui la sua attività come fotografa ricevette scarsa attenzione sarebbe inoltre da attribuire al valore assegnato dai suoi colleghi maschi al processo di realizzazione fotografica, ritenuto di pertinenza dei "tecnici", conoscenza derivata, priva di significato artistico, diversamente dall'opera "creativa" di pittori e architetti. Lo stesso Gropius, fondatore del Bauhaus, considerava la fotografia come ancella dell'architetto, "interamente subordinata all'oggetto" raffigurato.
Fu probabilmente per questo motivo che László Moholy-Nagy demandò alla moglie la produzione dei fotogrammi, senza porsi il problema di riconoscere la sua compartecipazione all'opera, mentre dibatté a lungo con altri artisti per affermare di averli "scoperti" e teorizzati per primo.

### Ritorno a Berlino

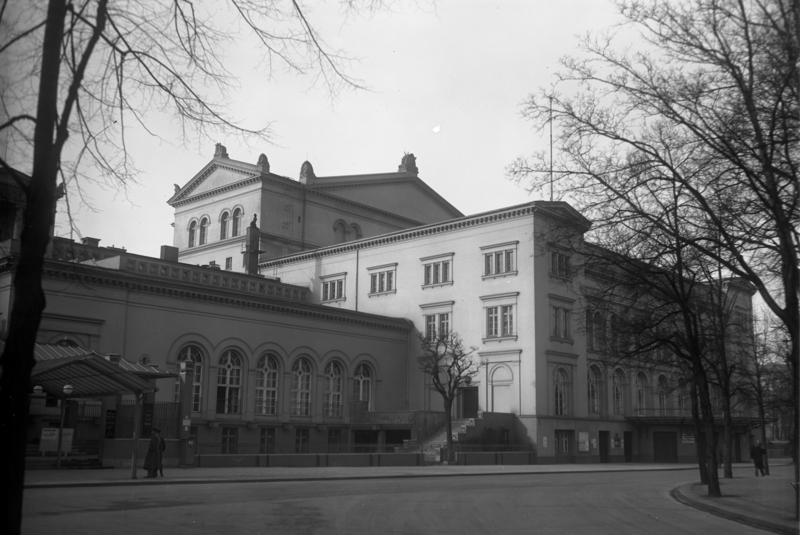
Teatro Kroll, Berlino (1930)

Nell'aprile 1928, Lucia e László Moholy-Nagy fecero ritorno a Berlino; dopo un anno si separarono. Lucia aprì il suo "studio fotografico per ritratti, architettura, pubblicità e arte", lavorò per un'agenzia fotografica e continuò a collaborare con Moholy-Nagy, in particolare come fotografa di scena al Teatro Kroll, dove l'ex marito era stato nominato scenografo e il nuovo direttore Otto Klempter era impegnato a rinnovare l'opera come forma d'arte.

L'incendio del Reichstag, 1933

Nel 1928 espose le sue fotografie a Jena alla Neue Wege der Photographie; nel gennaio-febbraio del 1929 partecipò alla mostra Fotografie der Gegenwart, cui presero parte fotografi noti sulla scena europea e internazionale come Berenice Abbott, Aenne Biermann, Florence Henri, Lotte Jacobi, El Lissitzky, Man Ray, August Sander, e nella primavera dello stesso anno alla mostra internazionale Film und Foto (FiFo) del Deutscher Werkbund svoltasi a Stoccarda, Berlino, Zurigo e in altre città europee.
Dal 1929 al 1933 tenne un suo corso di fotografia prendendo il posto dell'artista e fotoreporter tedesco Umbo (Otto Umbehr) alla scuola d'arte privata diretta da Johannes Itten, il pittore svizzero che László aveva sostituito al Bauhaus. Nei primi anni trenta realizzò un servizio fotografico a carattere documentario sulla realtà sociale della Jugoslavia e su alcune comunità di zingari.
Nel 1933, dopo l'ascesa di Hitler al potere, il deputato comunista al Reichstag, Theodor Neubauer, con il quale Moholy aveva stretto una relazione nel 1929, venne arrestato nel suo appartamento e portato in un campo di concentramento, costringendola alla fuga. Prima di partire Lucia Moholy lasciò tutta la sua produzione fotografica (oltre 500 negativi su vetro) all'ex marito, che a sua volta li affidò al fondatore del Bauhaus Walter Gropius; quest'ultimo in seguito li avrebbe usati nei suoi lavori, senza nominare l'autrice, che negli anni cinquanta intraprese un'azione legale per vedere riconosciuti i suoi diritti.

## Londra (1934-1959)

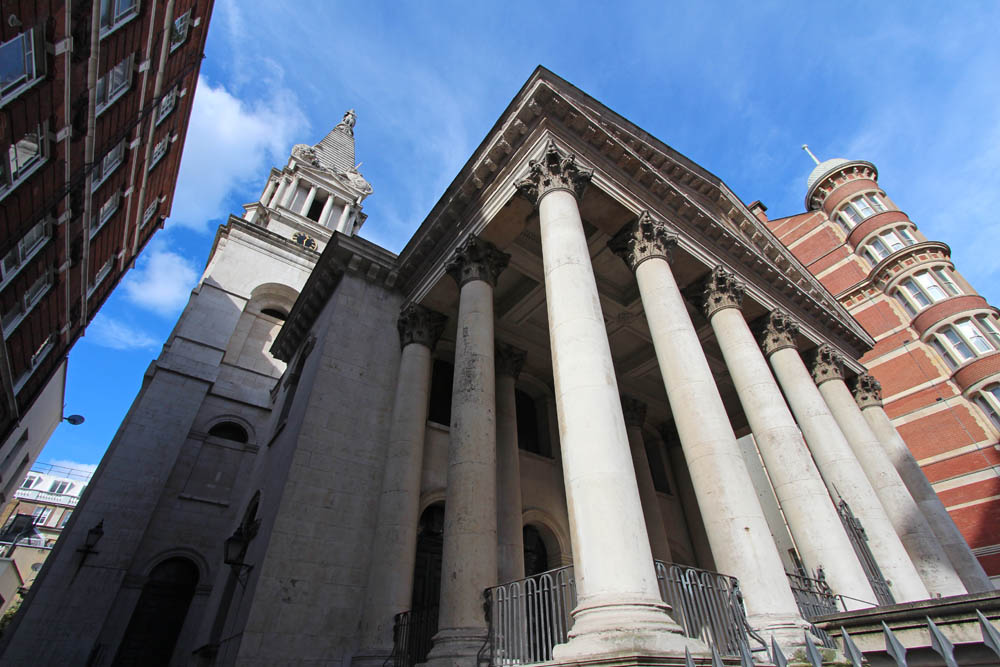
Chiesa di San Giorgio a Bloomsbury

Dopo essersi rifugiata a Praga, Vienna e Parigi, Lucia Moholy raggiunse Londra nel giugno del 1934, senza un soldo, senza materiali con i quali dimostrare la sua precedente attività e senza un passaporto valido. Di nazionalità austriaca e poi cecoslovacca (1918), ungherese dopo il suo matrimonio con Moholy-Nagy (1921), con il divorzio del 1934 Moholy ritornò apolide; la cittadinanza britannica le sarebbe stata riconosciuta solo nel 1947. Grazie all'aiuto dei quaccheri che l'avevano aiutata a fuggire dalla Germania e a stabilirsi a Londra, poteva contare solo sui compagni esiliati cechi e su una ristretta cerchia di colleghi fotografi britannici.
A Londra riuscì ad aprire un suo studio a Bloomsbury e si dedicò alla fotografia commerciale e all'insegnamento. Realizzò numerosi ritratti di nobili inglesi, accademici, autori, editori e politici - poi entrati nella collezione della National Portrait Gallery - caratterizzati dall'uso di contrasto elevato, utilizzo di ombre per creare elementi drammatici. Tenne conferenze sul Bauhaus al Central School of Arts and Design e insegnò fotografia alla London School of Painting and Graphic Art.
Preceduto nel 1930 dal saggio Kulturgeschichte der Fotografie (Storia culturale della fotografia) che ne delineava il progetto, nel 1939, in occasione del centenario della nascita della fotografia, su commissione dell'editore Penguin, pubblicò A Hundred Years of Photography, 1839-1939, contenente 35 delle sue fotografie. Il libro, di formato tascabile e di carattere divulgativo, era destinato ad un grande pubblico con l'intento di far conoscere la fotografia nei suoi aspetti tecnici, storici, sociali, culturali ed economici. Conobbe un largo successo di vendita: la tiratura di 40.000 copie a sei pence venne esaurita dopo poco tempo e a causa della scarsità di carta in periodo di guerra non poté essere ristampata.

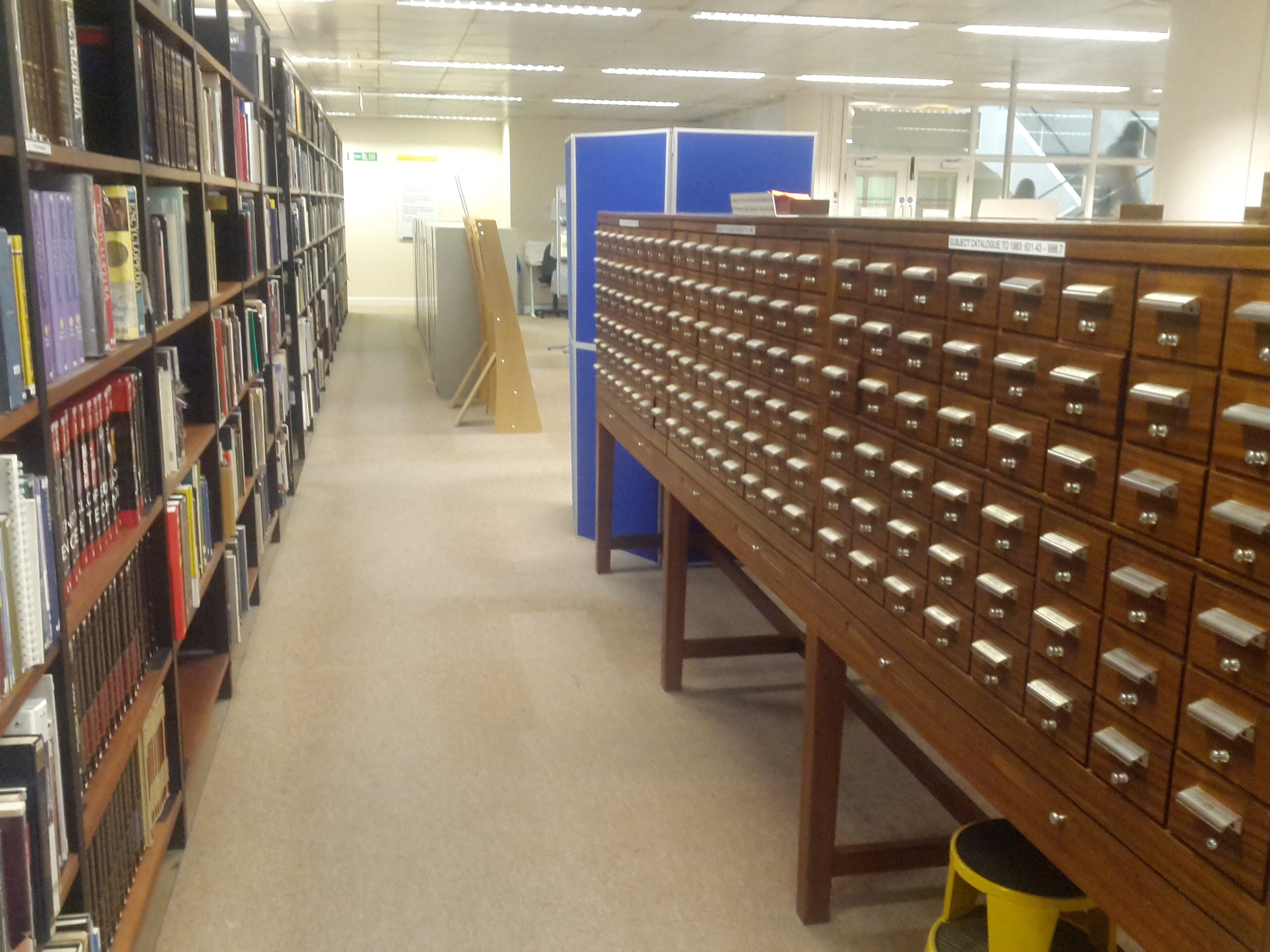
Museo della scienza di Londra

Nonostante queste attività, attraversò dei periodi di povertà e a nulla valsero i tentativi di procurarle un visto negli Stati Uniti condotti dal fratello, un drammaturgo e sceneggiatore di successo a Hollywood, e da László Moholy-Nagy, trasferitosi in quel paese e divenuto titolare di una cattedra alla School of Design di Chicago.
Nei primi anni quaranta, per conto dell'Association of Special Libraries and Information Bureaux (ASLIB), di cui venne nominata direttrice nel 1942, Lucia Moholy partecipò al progetto di riversamento di documenti fotografici in microfilm alla London Science Museum Library; era questo un progetto segreto legato allo spionaggio in tempo di guerra e alla produzione di copie di microfilm di periodici scientifici tedeschi. Moholy partecipò in seguito, anche dopo la guerra, allo sviluppo di servizi di microfilm, anticipandone e promovendone nuovi usi.
Dal 1946 al 1957, subito dopo la seconda guerra mondiale diresse film documentari per progetti UNESCO, principalmente nel Vicino e Medio Oriente.
Nel 1948, grazie al successo ottenuto dal suo libro A Hundred Years of Photography, 1839-1939 e alla sua crescente notorietà, venne ammessa alla Royal Photographic Society.

## Svizzera (1959-1989)
Nel 1959 si trasferì a Zollikon, in Svizzera, dove visse per tutto il resto della sua vita, partecipando a diverse mostre, lavorando per l'editoria, scrivendo della sua attività al Bauhaus e dedicandosi alla critica d'arte.
Dal 1975 al 1985 fu membro della sezione svizzera dell'Association Internationale des Critiques d'Art. Nel 1985 venne pubblicata la sua prima biografia, ad opera dello scrittore d'arte Rolf Sachsse.
Morì il 17 maggio 1989, all'età di 95 anni.

## Controversie legali
Nel giugno 1950 Moholy scrisse a Walter Gropius, stabilitosi negli Stati Uniti e con cui era rimasta in contatto, se poteva fornirle delle fotografie generiche del Bauhaus per illustrare una conferenza in programma alla London School of Printing and Graphic. Era sua convinzione che i negativi della sua produzione al Bauhaus, consegnati all'ex marito László Moholy-Nagy prima di fuggire dalla Germania, fossero andati distrutti durante i bombardamenti. Gropius le rispose che non era possibile farle avere delle stampe per tempo, aggiungendo che dei negativi rimasti aveva fatto dono al Museo Germanico di Harvard per la collezione Bauhaus di nuova costruzione.

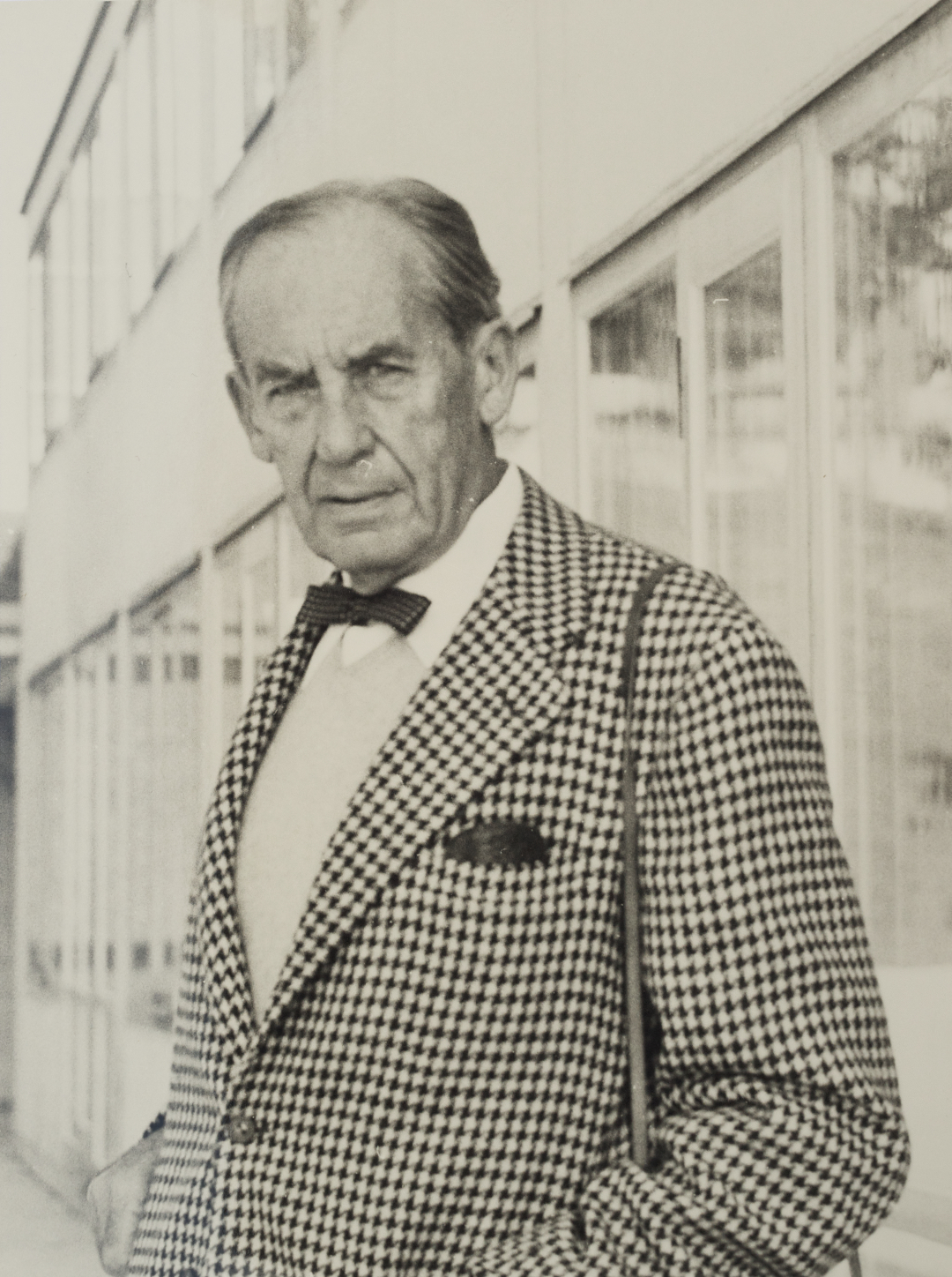
Walter Gropius, 1955

Solo dopo essersi imbattuta in nuove pubblicazioni sul Bauhaus che contenevano riproduzioni delle sue fotografie e aver riscritto a Gropius, nel 1954, per chiedergli se egli ne avesse notizia, Moholy apprese che quelli da lui nominati in precedenza erano i suoi negativi, che aveva creduto perduti. Quando ne chiese la restituzione, esprimendo le sue rimostranze per non essere stata informata della loro esistenza, non essere stata menzionata come autrice né consultata per dare il consenso al loro uso, incontrò lo stupore di Grupius, che riteneva di non aver commesso nulla di riprovevole.
Lo scontro che seguì mise in luce due diversi concetti di autorialità, un tema non estraneo alle dinamiche di lavoro presenti al Bauhaus; alle rivendicazioni di Moholy di poter disporre, in quanto autrice, delle foto realizzate e del loro uso, Gropius oppose la convinzione dell'inesistenza della paternità individuale: le foto, a suo parere, erano oggetti (o riproduzioni di oggetti) di proprietà del "Bauhaus".
Lucia Moholy sottolineò come l'inaccessibilità ai suoi negativi avesse avuto un impatto negativo sulla sua carriera, impedendole di dare esecuzione a richieste, ordini, commissioni, progetti e altre attività, con perdita di reddito potenziale; il mancato riconoscimento del suo lavoro, di cui tanti altri membri Bauhaus avevano beneficiato, anche dopo la chiusura della scuola, l'aveva inoltre isolata dal resto di quella collettività artistica, cancellando le tracce della sua presenza e impedendole di avere prove della professionalità acquisita e delle sue capacità artistiche.
Moholy intentò una lunga causa legale e rientrò in possesso di una parte del materiale originale (230 su 560 negativi) solo nel 1957. Gropius rimase convinto di non averle mai fatto un torto e anche negli anni '60, dopo che i negativi vennero restituiti a Moholy, continuò a distribuire foto della fotografa ad autori di testi sul Bauhaus senza nominarla, dichiarandole parte del proprio archivio.
La pubblicazione di Moholy nel 1972 del libro Moholy-Nagy Notes, rappresentò il tentativo di rivendicare il merito del proprio lavoro. Dopo la sua morte, la collezione di negativi fu donata all'Archivio Bauhaus di Berlino.